# Хлорид магнію
Хлори́д ма́гнію — бінарна неорганічна сполука магнію з хлором складу MgCl2. Магнієва сіль хлоридної кислоти. Крім безводної форми, MgCl2 представлений у вигляді різноманітних гідратів MgCl2·nH2O. Ці солі є типовими іонними галогенідами, добре розчинними у воді.
Хлорид магнію можна добути з розсолу або морської води. У Північній Америці хлорид магнію виробляють переважно з розсолу Великого Солоного озера. Його видобувають аналогічним способом із Мертвого моря в долині Йордану. Хлорид магнію, як мінерал бішофіт, також видобувається (видобутком розчину) з дна давніх морів, наприклад, морського дна Цехштейн на північному заході Європи. Це можна пояснити високим вмістом хлориду магнію в первісному океані. В 90-х роках XX століття в Полтаві відкрито найдавніше і глибоке родовище бішофіту, глибина залягання якого 2,5 км. Частина хлориду магнію виробляється випаровуванням морської води.
Безводний хлорид магнію є основною сировиною для отримання металевого магнію, який виробляється у великих масштабах. Гідратований хлорид магнію є найбільш доступною формою.

## Фізичні властивості
Безбарвні кристали, густина 2,325 г / см³, tпл 714 °C, tкіп 1412 °C. Хлорид магнію дуже гігроскопічний; розчинність у воді при 20 °C 35,3 % за масою. Хлорид магнію утворює кристалогідрати з 1, 2, 4, 6, 8 і 12 молекулами води. В інтервалі від -3,4 до 116,7 °C стійкий MgCl2·6H2O, який трапляється в природі у вигляді мінералу бішофіту, а у великих кількостях отримують при упарюванні морських розсолів. Хлорид магнію утворює подвійні солі, з яких винятково важливий мінерал карналіт KCl·MgCl2·6H2O — джерело отримання магнію і хлориду калію.

## Хімічні властивості
При дії розігрітих парів води на хлорид магнію з підвищенням температури хлорид-іони поступово заміщуються на гідроксид-іони. За значного нагрівання гідроксид магнію деградує до оксиду:
{\displaystyle \mathrm {MgCl_{2}+H_{2}O{\xrightarrow {350-505^{o}C}}\ Mg(OH)Cl+HCl} }
{\displaystyle \mathrm {MgCl_{2}+H_{2}O{\xrightarrow {>505^{o}C}}\ MgO+2HCl} }
Хлорид магнію реагує з розведеними лугами з утворенням малорозчинного гідроксиду:
{\displaystyle \mathrm {MgCl_{2}+2KOH\longrightarrow Mg(OH)_{2}+2KCl} }
Вступає в реакцію з сполуками-лігандоутворювачами і здатен координувати до шести лігандів:
{\displaystyle \mathrm {MgCl_{2}+NH_{3}\longrightarrow [Mg(NH_{3})_{6}]Cl_{2}} }
Під дією електричного струму сіль у розчині розпадається на прості речовини:
{\displaystyle \mathrm {MgCl_{2}{\xrightarrow {electrolysis}}\ Mg+Cl_{2}} }
Магній меншої чистоти утворюється в результаті його термічного відновлення із хлориду карбідом кальцію:
{\displaystyle \mathrm {MgCl_{2}+CaC_{2}{\xrightarrow {t}}\ Mg+CaCl_{2}+2C} }

## Отримання
У промисловості для отримання хлориду магнію зневоднюють бішофіт до MgCl2·2H2O, а потім проводять дегідратацію у струмі хлороводню при 100—200 °C.
В лабораторних умовах можна синтезувати сіль, спалюючи магній в атмосфері хлору:
{\displaystyle \mathrm {Mg+Cl_{2}\longrightarrow MgCl_{2}} }
Іншим варіантом є дія хлороводню на розігріту суміш оксиду магнію та вугілля (або ж органічної сполуки, багатої на вуглець):
{\displaystyle \mathrm {MgO+2HCl+C{\xrightarrow {t}}\ MgCl_{2}+CO+H_{2}} }

## Застосування
Хлорид магнію застосовують головним чином у виробництві металевого магнію, MgCl2·6H2O використовується для отримання магнезіальних цементів. Також використовується для обробки крижаного і сніжного покрову. У результаті реакції зі снігом викликає його танення. В медицині хлорид магнію застосовується як послаблюючий засіб.

### У харчовій промисловості
Хлорид магнію зареєстрований як харчова добавка за номером E511.
Є основним компонентом «Нігарі» — концентрованого сольового розчину — продукту, який одержують після випарювання глибинних морських вод і виділення з них морської солі. До складу нігарі в невеликих кількостях входить безліч корисних мінералів: хлорид натрію, калію, кальцію, залізо, фосфор, цинк та інші. Нігарі використовується переважно для зквашування соєвого молока при приготуванні тофу.